# Коронавірусна хвороба 2019 в Ірані
Коронавірусна хвороба 2019 в Ірані — розповсюдження кронавірусу територією країни. Іран досить сильно постраждав від коронавірусної інфекції. У березні та квітні 2020 він входив до десятки країн світу за кількістю хворих та померлих. При цьому, дані щодо смертності можуть бути занижені в 5 разів. Іран вперше із 1979 року запросив фінансову допомогу у розмірі 5 млрд $, але відмовився від медичної допомоги.

## Перебіг подій

### 2020
27 лютого кількість інфікованих коронавірусом в Ірані зросла до 245. Вірусом заразилися, зокрема, Віце-президент Ірану Масумех Ебтекар та Голова парламентського комітету з нацбезпеки і міжнародних відносин Ірану Мужтаба Залнур (Mujtaba ZulNour). Двома днями раніше повідомлялося, що коронавірусом заразився Заступник міністра охорони здоров'я Ірану Ірадж Харірчі (Iraj Harirchi).
23 членів парламенту Ірану захворіли і були госпіталізовані.
5 березня епідемія поширилася практично на всю країну. Тільки за добу померло 15 осіб, загальна кількість померлих становить 92, кількість заражених близько 3000 чоловік. Перший віцепрезидент Ірану Есхак Джахангірі, він госпіталізований, проте цю інформацію на 5 березня так і не підтвердили офіційно. Вірусом інфіковані вже кілька представників іранського уряду, один з них помер 1 березня. Парламент не працює із кінця лютого. Заклади освіти закриті до 20 березня, скасовані масові заходи за участю великої кількості людей. Заборонено без нагальної потреба відвідувати літніх людей.
Лише з 6 на 7 березня кількість жертв в країні виросла на 21 особу, всього на 7 березня кількість померлих тут сягнула 145 осіб.
Станом на 23 березня кількість інфікованих зросла до 23 000, число загиблих досягло 1 685.
З 4 травня Іран поступово послаблював карантин, зокрема, було відкрито частину мечетей, їх було відкрито в 132 округах, що становить близько третини адміністративних одиниць Ірану. Станом на цей день, в Ірані було підтверджено 97 тисяч хворих.

### 2021
30 січня Іран ввів обов'язковий карантин для тих, хто прибуває у країну з Європи, що мав діяти щонайменше до 18 лютого.

## Розробка вакцини
29 грудня розпочалось клінічне дослідження І фази на людях кандидата на вакцину проти COVID-19, розробленого іранською компанією «Shifa Pharmed», яка входить до складу «Barakat Pharmaceutical Group», який отримав назву «COVIran Barakat».